# Livonios
Los livonios, livones o livos (en livonio: līvlizt; en estonio: liivlased; en letón: līvi, lībieši) son un pueblo fino-báltico autóctono del norte y noroeste de Letonia. El antiguo territorio de Livonia, que ocupaba la mitad meridional de la Estonia actual y la mitad septentrional de Letonia, fue denominado así después de ser ocupado por ellos. Sin embargo, este pueblo fue asimilado por los letones y los estonios. 
Históricamente, los habitantes de Livonia hablaban livonio, una lengua urálica estrechamente relacionada con el estonio y con el finés. Ha sido escrita desde el siglo XIX, aunque generalmente los livonios utilizan el letón como lengua escrita. La última persona que aprendió y habló el livonio como lengua materna, Grizelda Kristiņa, murió en 2013, lo que convirtió al livonio en un idioma inactivo. A partir de 2010, había aproximadamente 30 personas que lo habían aprendido como segundo idioma.
Los factores históricos, sociales y económicos, junto con una población étnicamente dispersa, han dado como resultado la disminución de la población de Livonia, con solo un pequeño grupo sobreviviendo en el siglo XXI. En 2011, hubo 250 personas que reclamaron la etnia livonia en Letonia.

## Historia

### Prehistoria
Se ha disputado la fecha exacta de la migración de los livonios a la región. Los habitantes de Livonia afirman haber habitado su tierra natal actual durante más de 5000 años, pero las tribus ugrofinesas fueron empujadas a las regiones costeras por las migraciones eslavas de los siglos VI y VII d. C.

### Edad Media

Los pueblos bálticos en 1200 – los livonios habitaban el área norte de los balticos, al norte del río Daugava y cerca del cabo de Kolka

Históricamente, los habitantes de Livonia vivían en dos áreas separadas de Letonia, un grupo en Livonia y otro en la costa norte de Curlandia. Estos últimos fueron referidos como curonios. Los livonios se referían a sí mismos como rāndalist ("habitantes de la costa") y se mantenían principalmente de la pesca, pero también de la agricultura y la ganadería. Dado que controlaban una importante ruta comercial, el río Daugava (en livonio: Väina), su cultura se desarrolló mucho a través del comercio con los gotlandeses, rusos y finlandeses y, desde finales del primer milenio d. C., con los alemanes, suecos y daneses.
Sin embargo, con los comerciantes llegaron misioneros de Europa occidental que querían convertir a los paganos de Livonia al cristianismo. Una de las primeras personas en convertir a algunos livonianos al cristianismo fue el arzobispo danés Absalón de Lund, quien supuestamente construyó una iglesia en el pueblo de Livonia hoy conocido como Kolka. En el siglo XII, los alemanes invadieron Livonia y establecieron una base en Uexküll, conocida hoy como Ikšķile. El arzobispo Hartwig II convirtió a algunos livonianos en los alrededores, incluido el cacique local Kaupo de Turaida, quien luego se alió con los alemanes.
Después de la muerte de Meinardo en 1196, Berthold ocupó su lugar. Berthold trató de convertir a los livonios por la fuerza, lanzando dos incursiones en Livonia. La primera tuvo lugar en 1196, pero se vio obligado a retirarse a Alemania tras ser emboscado cerca de Salaspils. Lo intentó de nuevo en 1198, pero esta vez fue asesinado por el soldado livio Ymaut.
Berthold fue seguido por Alberto de Riga, quien obligó a los líderes de Livonia en la desembocadura del río Daugava a darle tierras para construir un asentamiento cristiano. La construcción comenzó en 1201 y a partir de este asentamiento, creció la ciudad de Riga.
Esto no indujo inmediatamente a los livonios, estonios y pueblos bálticos del interior a convertirse, y para ello se formó una orden de caballería, los Hermanos Livonios de la Espada, compuesta principalmente por alemanes, para llevar la salvación a los paganos por la fuerza. En una campaña que formaba parte de las guerras conocidas como la cruzada de Livonia, estos caballeros derrotaron, sometieron y convirtieron a los livonios. En 1208, el papa Inocencio III declaró que todos los habitantes de Livonia se habían convertido al cristianismo. Posteriormente se vieron obligados a unirse a los Caballeros de la Espada como infantería durante las guerras contra los estonios y las tribus letonas, que continuaron hasta 1217.
Antes de las conquistas alemanas, el territorio habitado de Livonia estaba dividido en tierras de los livonios del Daugava, Satezele, Turaida, Idumeja, Metsepole.
Durante la cruzada de Livonia, la otrora próspera Livonia fue devastada y regiones enteras quedaron casi completamente despobladas. Este vacío fue llenado por tribus letonas (curonios, semigalianos, latgalianos y selonianos) que comenzaron a mudarse al área alrededor de 1220 y continuaron haciéndolo durante al menos treinta años. Se asentaron principalmente en el valle de Daugava, de modo que los livonios de Livonia en el este quedaron aislados de los que vivían en la península de Curlandia en el oeste.
Debido a la continua resistencia de las tribus letonas, los Caballeros de la Espada finalmente tuvieron que buscar el apoyo de la mucho más poderosa Orden Teutónica, que hasta entonces había estado activa principalmente en Polonia y Lituania. Después de haber sido reorganizados como una subdivisión de la Orden Teutónica y renombrados como Orden de Livonia en 1237, los antiguos Caballeros de la Espada finalmente dominaron a los curonios en 1267, y posteriormente a los semigalianos en 1290. A partir de entonces, la mayor parte de Letonia permaneció bajo control alemán hasta el siglo XVI, con la ciudad de Riga y varias otras ciudades existentes como obispados independientes gobernados por alemanes, y la Orden de Livonia gobernando el resto de la tierra.

### Bajo poderes extranjeros (1558-1795)
A mediados del siglo XVI, la Orden de Livonia y los obispados independientes estaban en crisis debido a la creciente influencia de la Reforma de Lutero. Al ver una oportunidad en la debilidad militar resultante de la Orden, el zar Iván el Terrible de Rusia invadió Livonia en 1558, buscando acceso al mar Báltico. Sin embargo, Suecia y la República de las Dos Naciones entraron en guerra como aliados de la Orden de Livonia, lo que resultó en casi un cuarto de siglo de guerra. El resultado de esta guerra livonia (1558-1582) fue una derrota rusa, pero también la disolución de la Orden de Livonia. Livonia y el sureste de Letonia fueron reclamados por Polonia-Lituania, mientras que Curlandia se convirtió en un ducado independiente (ducado de Curlandia), con Gotthard Kettler, el último Gran Maestre de la Orden de Livonia, como su primer duque.
Después de solo diez años de paz, una nueva serie de guerras entre la Polonia-Lituania y Suecia, que había reclamado Estonia después de la guerra de Livonia, devastó Livonia a partir de 1592. Finalmente, los suecos obtuvieron la victoria. En 1629, finalmente pudieron llamar propias a Livonia y la ciudad de Riga. Bajo los reyes suecos Gustavo II Adolfo y Carlos XI del siglo XVII, se introdujo la educación primaria general, se tradujo la Biblia al estonio y al letón, y se fundó la universidad de Tartu, en el sur de Estonia.
Aunque Suecia mantuvo a distancia a los polacos y los daneses, esto no se podía decir de los rusos. En la Gran guerra del Norte (1700-1721), el zar Pedro el Grande destruyó por completo las pretensiones de Suecia de ser una superpotencia regional. En el tratado de Nystad de 1721, Rusia reclamó Estonia y Livonia, que habían sido nuevamente completamente devastadas después de más de veinte años de guerra. Curlandia siguió siendo gobernada por sus duques durante otros tres cuartos de siglo, pero en 1795, esa región también se convirtió en posesión rusa como parte de la Tercera partición de Polonia.

### Asimilación y aislamiento (1795-1914)

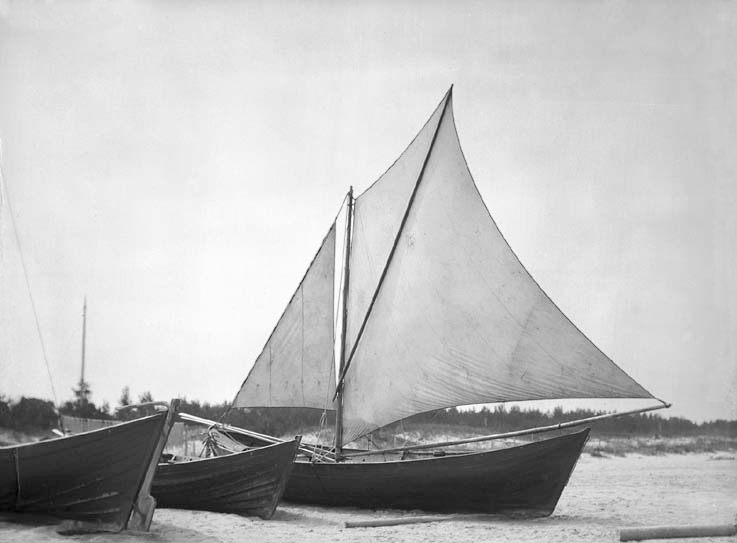
Lōja, barco de pesca de Livonia

En parte debido a la devastación recurrente de la guerra y la mezcla resultante de refugiados, los livonios de Livonia finalmente fueron completamente asimilados por los letones. El último remanente de esta vibrante nación estaba formado por varias familias que vivían a lo largo del río Salaca (en livonio: Salatsi), pero en la segunda mitad del siglo XIX, la lengua y la cultura livonia desaparecieron por completo de la región; el último hablante conocido del dialecto del este de Livonia murió en 1864, aunque según algunos informes, todavía había algunas personas a principios del siglo XX en el área polaca, que sabían que eran descendientes de livonios.
En Curlandia, la lengua y la cultura livonia también sufrieron una fuerte presión, pero aquí mantuvo un último punto de apoyo en el extremo exterior de la península de Curlandia. Varios factores aseguraron que en esta área, conocida como la costa livonia (en livonio: Līvõd rānda), la cultura letona fuera demasiado débil para asimilar a los livonios. Por un lado, la sociedad estaba exclusivamente orientada al mar y se basaba en la pesca, mientras que la de los letones del interior estaba exclusivamente orientada a la tierra y principalmente a la agricultura. Esto significaba que no había mucha interacción entre los dos grupos. Además, la costa de Livonia estaba separada del interior de Curonia por densos bosques y pantanos intransitables, lo que hacía que la interacción regular fuera aún menos probable. La gente de la costa de Livonia tenía vínculos mucho más estrechos con los habitantes de la isla estonia de Saaremaa, al otro lado del golfo de Riga, al norte. En sus pueblos pesqueros aislados, estos habitantes de Livonia se mantuvieron apartados durante siglos. No fue hasta el siglo XX que el mundo exterior se entrometió en su tranquila existencia.
A principios del siglo XX, muchos livos locales se convirtieron a la fe ortodoxa rusa. Se construyó una nueva iglesia ortodoxa rusa en Kolka junto con una escuela primaria cercana y una escuela naval en Mazirbe. Muchos graduados en años posteriores se convirtieron en capitanes de barco primero en el Imperio Ruso y luego en la Letonia independiente.

### Primera Guerra Mundial
En 1914, Rusia entró en la Primera Guerra Mundial atacando a los alemanes y los austriacos desde el este, pero pronto fue rechazada en una serie de devastadoras victorias alemanas, que finalmente dejaron casi toda la región del Báltico en manos alemanas. La costa livonia fue ocupada por los alemanes en 1915. Cuando se acercaron, muchos livonios huyeron de sus hogares, a menudo para nunca regresar. Sus principales destinos eran Estonia y el interior de Letonia. El resto de la gente fue expulsada de sus hogares por los alemanes y tuvo que esperar hasta 1919 antes de que se les permitiera regresar.
La derrota rusa y la posterior abdicación del zar Nicolás II abrieron la puerta para que Vladimir Lenin y los comunistas tomaran el poder en Rusia, lo que condujo al establecimiento del gobierno soviético en Rusia en 1917. El tratado de Brest-Litovsk el siguiente año terminó la guerra entre Alemania y la Rusia soviética y dejó la región del Báltico firmemente en manos alemanas. Sin embargo, después de la capitulación alemana en 1919, los pueblos bálticos se levantaron y establecieron las repúblicas independientes de Estonia, Letonia y Lituania.

### Periodo de entreguerras

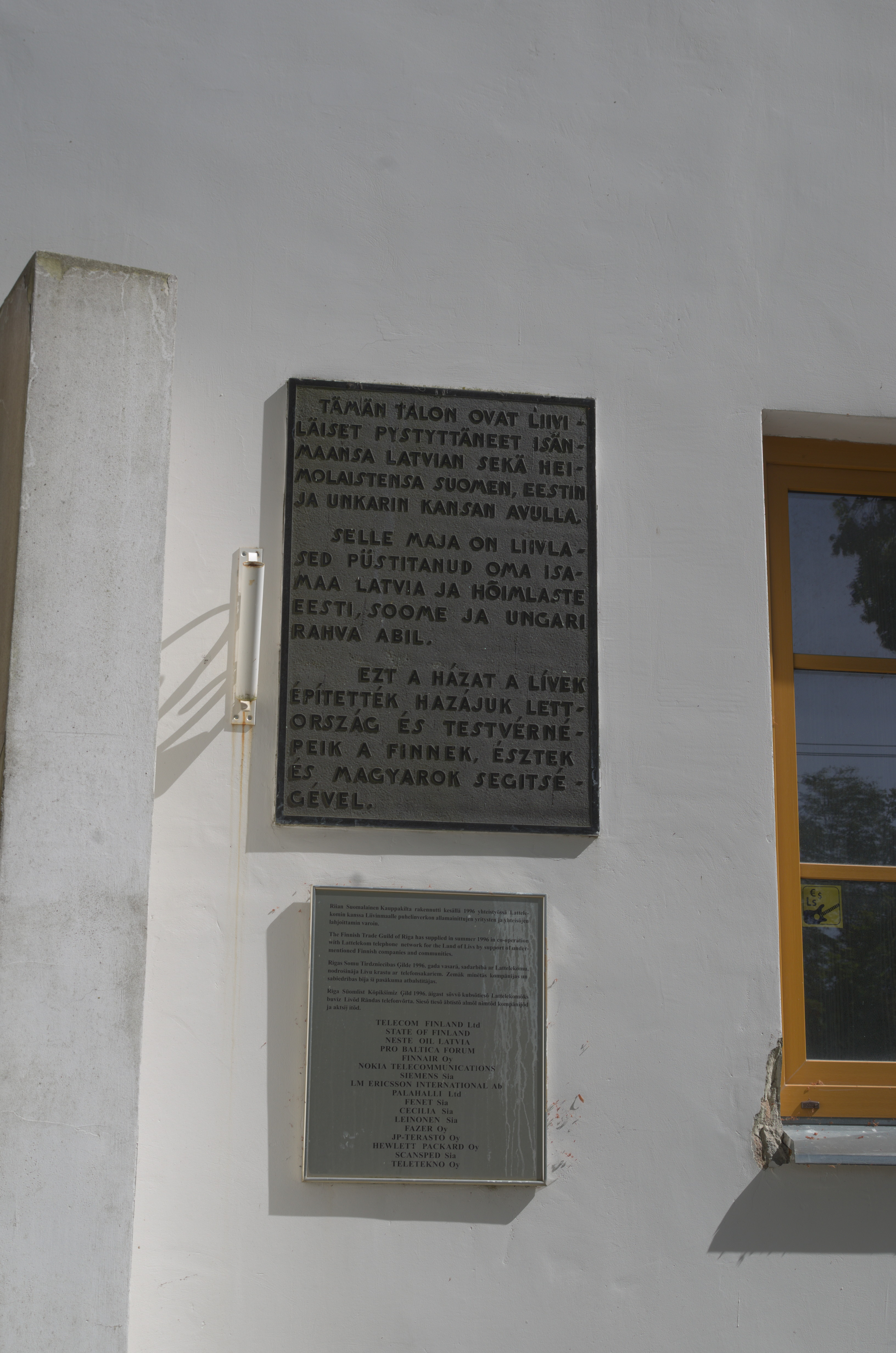
Placas en el Centro Comunitario de Livonia en Mazirbe

La costa livonia pasó a formar parte de Letonia. El idioma y la cultura livonia experimentaron un renacimiento entre las dos guerras mundiales (comenzando con el mandato del presidente letón Jānis Čakste hasta el mandato del último presidente de entreguerras, Kārlis Ulmanis). La expresión más clara de este renacimiento fue el establecimiento el 2 de abril de 1923 de la Sociedad de Livonia, que se consideraba representante del pueblo de Livonia. Además, se fundó un coro de lengua livonia y se celebraron festivales de canciones livonias a lo largo de toda la costa de Livonia. Además, se adoptó una bandera de Livonia, con los colores verde (para los bosques), blanco (para las playas) y azul (para el mar), y una división similar a la de Letonia (tres barras horizontales con la mitad central tan anchas como las exteriores). Aunque el gobierno de Letonia prohibió la formación de una parroquia de etnia livonia dentro de la Iglesia Luterana de Letonia en 1923, aprobó la introducción del idioma livio como materia optativa en las escuelas primarias de los pueblos de la costa de Livonia ese mismo año. En la década de 1930, se publicaron el primer libro de idioma livonio, colecciones de poesía de varios escritores livonios y una revista mensual en idioma livonio, llamada "Līvli" ("El livonio"). Además, se establecieron contactos con pueblos emparentados como los estonios y los finlandeses, estimulados por la promoción finlandesa de vínculos más estrechos con los pueblos fino-bálticos, y en 1939 se fundó el Centro Comunitario de Livonia en Mazirbe con subsidios de los gobiernos de Estonia y Finlandia.
Este renacimiento cultural de los años del periodo de entreguerras sirvió para dar al pueblo livonio por primera vez una conciencia clara de su identidad étnica. Antes, siempre se habían referido a sí mismos como rāndalist ("habitantes de la costa") o kalāmīed ("pescadores"). Sin embargo, a partir de las décadas de 1920 y 1930, comenzaron a llamarse līvõd, līvnikad o līvlist ("Livonios").

### Segunda Guerra Mundial
En 1940, Letonia, al igual que Estonia y Lituania, fue ocupada por la Unión Soviética. Esta ocupación y la subsiguiente invasión alemana de 1941 terminaron con todo el progreso que los habitantes de Livonia habían logrado en los veinte años anteriores. Se prohibieron todas las expresiones culturales y, como veinte años antes, los habitantes de la costa de Livonia fueron expulsados de sus hogares. La mayoría pasó los años de la guerra en Riga o en el oeste de Letonia, pero algunos huyeron cruzando el mar Báltico hacia la isla de Gotlandia. La península de Curlandia fue una de las áreas donde los alemanes resistieron hasta la capitulación general del 5 de mayo de 1945, lo que significó que no quedó ni una casa en pie cuando los habitantes de Livonia regresaron a casa después de la guerra.

### Represión bajo la Unión Soviética
En la era soviética, los livonios se vieron muy afectados por las medidas represivas de Moscú. Por un lado, no se les permitió navegar lo suficientemente lejos de la costa para continuar con su pesca. Por otra parte, al igual que los estonios, letones y lituanos, un gran número de ellos fueron deportados a Siberia entre 1945 y 1952, con un claro pico en 1949, cuando se colectivizó la agricultura en los estados bálticos. Además, en 1955 se construyó una base militar soviética en medio de la costa de Livonia. Para lograr esto, algunos habitantes de Livonia fueron reubicados a la fuerza en pueblos más alejados de la costa. Posteriormente, los pueblos occidentales de la costa de Livonia tuvieron que ser evacuados casi por completo cuando la Unión Soviética convirtió su costa báltica (su frontera occidental) en una "zona fronteriza cerrada" donde no se permitía vivir a nadie.
La cultura de Livonia fue reprimida durante el período soviético. Por ejemplo, la Sociedad de Livonia fue prohibida y el Centro Comunitario de Livonia fue expropiado y entregado a otros. Dentro de la RSS de Letonia, los livonios no fueron reconocidos como un grupo étnico separado.

### Situación actual
No fue hasta principios de 1970 que a los cantantes de Livonia se les permitió fundar un coro llamado "Līvlist" ("Los livonios") en la ciudad de Ventspils, en el oeste de Letonia. En la década de 1980, las políticas de glásnost y perestroika del primer ministro soviético Mijáil Gorbachov abrieron el Telón de Acero y trajeron cambios. En 1986, se fundó la Sociedad Cultural de Livonia, que más tarde pasó a llamarse Unión livonia (en livonio: Līvõd Īt).
Después del colapso de la Unión Soviética en 1991, Letonia volvió a ser un país independiente. En esta nueva nación, los livonios fueron finalmente reconocidos como una minoría étnica indígena, cuyo idioma y cultura deben protegerse y promoverse. Todos los derechos y posesiones que les habían sido arrebatados durante la era soviética ahora les fueron devueltos. Por ejemplo, el antiguo Centro Comunitario de Livonia en Mazirbe (Irē) fue devuelto y transformado en un museo histórico, llamado Casa del Pueblo Livonio. Además, el idioma livonio se reintrodujo en las escuelas primarias de Riga, Staicele, Ventspils, Dundaga y Kolka. El primer organismo de investigación dedicado a los estudios de Livonia, el Instituto Livonio de la Universidad de Letonia, se estableció en 2018.
Además, el 4 de febrero de 1992, el gobierno de Letonia creó un territorio histórico cultural protegido llamado Līvõd rānda, la costa livonia, que incluía los doce pueblos de Livonia: Lūžņa (en livonio: Lūž), Miķeļtornis (Pizā), Lielirbe (Īra) , Jaunciems (Ūžkilā), Sīkrags (Sīkrõg), Mazirbe (Irē), Košrags (Kuoštrõg), Pitrags (Pitrõg), Saunags (Sǟnag), Vaide (Vaid), Kolka (Kūolka) y Melnsils (Mustānum). El gobierno de Letonia desalienta el asentamiento de personas de etnia letona y otras personas que no son de Livonia en esta área y prohíbe la alteración de los sitios históricos de las aldeas. Además, está prohibido que cualquier persona inicie un hotel, restaurante u otro establecimiento público que pueda influir negativamente en la cultura livonia o atraer a personas ajenas al área.
Hoy en día, muchos letones afirman tener ascendencia livonia. Sin embargo, solo hay 176 personas en Letonia que se identifican como livonios. Según datos de 1995, el idioma livonio no era hablado por más de 30 personas, de las cuales solo nueve eran hablantes nativos. Un artículo publicado por la Fundación para las Lenguas en Peligro de Extinción en 2007 indicó que solo había 182 habitantes de Livonia registrados y solo seis hablantes nativos. "El último livonio", que había aprendido el idioma livonio como parte de una cadena ininterrumpida de generaciones de Livonia, fue Viktor Berthold (nacido en 1921). Fue enterrado el 28 de febrero de 2009 en el pueblo de Kolka.
El livonio Dāvis Stalts fue elegido miembro del parlamento letón, Saeima, en 2011 por el partido Los Conservadores. En 2018, después de ser reelegida para el Saeima por Alianza Nacional, Janīna Kursīte-Pakule prestó juramento en livonio antes de que se le pidiera que lo volviera a tomar en letón, lo que hizo en el dialecto livonio del letón.

## Cultura
Muchos letones con ascendencia livonia están interesados en su origen livonio. Esto se evidencia, por ejemplo, por la popularidad de los campamentos juveniles en Livonia y el creciente número de estudiantes de la lengua livonia. Organizaciones como Amigos de Livonia y el Centro Cultural Livonio trabajan para preservar la cultura livonia.

### Modo de vida
Como puede verse por el nombre de los livonios en su propio idioma (rāndalist, es decir, gente de la playa y kalāmīed, es decir, pescadores), el principal sustento de los livonios ha sido tradicionalmente la pesca. Las capturas más importantes fueron el arenque, la platija, el bacalao y el halibut. Un barco de pesca de modelo tradicional se llamaba lōja, y estaban hechos de pino, que crece comúnmente en la costa. En la pesca, se utilizaron principalmente redes y redes de cerco hasta la década de 1850, cuando las redes de deriva las reemplazaron. La platija se pescaba con una red de cerco llamada vada, mientras que el bacalao se pescaba con palangre y con un sedal adoptado de Alemania (blèifis, en alemán: bleifisch).
El cultivo más importante eran las patatas, que también se vendían en otros lugares. Los cereales más comunes fueron la avena, la cebada y el centeno; el trigo se cultivaba muy raramente. Los habitantes de Livonia solían fertilizar sus campos con algas marinas, que llegaban a las costas, especialmente con los vientos otoñales.
Junto con la pesca y la agricultura, se practicaba la apicultura, aunque hasta finales del siglo XIX era más como robar colmenas salvajes o criar abejas en huecos de árboles excavados deliberadamente. La miel se usaba en los hogares como alimento y la cera de abejas se vendía una vez a otras partes de Europa, donde se usaba especialmente para velas. Además, era tan valioso que todavía se usaba como medio de pago en la Edad Media.

### Vestimenta
Los hombres de Livonia comenzaron a vestirse como letones desde el principio, pero algunas características distintivas permanecieron en los atuendos de las mujeres. Del siglo XVIII se tiene noticia de un gran manto, que era una especie de gran bufanda. Accesorios como este se usaban en los países bálticos y Finlandia ya en tiempos prehistóricos. La vestimenta de mujer también incluía una falda estrecha a rayas con rayas rojas y negras. Otro tipo de falda que se usaba era una falda negra corta con tres o cuatro rayas rojas alrededor de la falda. Conocido como tanu en Finlandia, la tapa abierta en el frente era tres kabal mitch en el idioma de Livonia. Estaba decorado en la parte posterior con rosas de tela de colores brillantes y cuentas de vidrio. El tanu fue especialmente utilizado por mujeres casadas. Tanto hombres como mujeres usaban zapatos kurpus y virsu anticuados hechos de cuero. Los estonios y los suecos estonios usaban similares. Además, las coronas de corteza de sauce en uso se parecían a las coronas utilizadas por los letones, lituanos y bielorrusos.

### Religión
Casi nada se sabe sobre la antigua religión de los livonios, pero probablemente se basaba en el culto a los espíritus. A diferencia de otros finlandeses bálticos, las deidades no tenían nombres especiales, sino que eran deidades de diferentes campos. En la crónica de Henrik Lättiläinen, se dice que los livonios celebraban peijaiset en relación con el funeral y en ellos se cantaban canciones de lamento. La mitología de los livonios adquirió su forma conocida actualmente durante el cristianismo y se basa en gran medida en ella. Los truenos y otros fenómenos meteorológicos han jugado un papel importante en la mitología de los livonios. Según los hallazgos arqueológicos, se sabe que los habitantes de Livonia solían sacrificar alimentos y otros bienes, como tabaco y ropa. Se hacían sacrificios en piedras de sacrificio y cerca de árboles sagrados, y todavía se daban sacrificios durante el cristianismo, especialmente en el solsticio de verano. La mayoría de los livonios pertenecían a la Iglesia luterana, aunque ha habido bautistas y ortodoxos. El luteranismo llegó al ducado de Curlandia durante la Reforma en el siglo XVI. Los bautistas eran originalmente parte de la Hermandad de Moravia, pero después de que el movimiento fue perseguido, los herrnhutianos comenzaron a llamarse bautistas. Había algunas familias ortodoxas en el pueblo de Kolka y también tenían su propia iglesia. La fe ortodoxa se originó en la época de la zarina rusa Catalina II.

### Música
Solo quedaban unas pocas canciones populares livonias en el siglo XX, y la mayoría de ellas fueron tomadas prestadas de los letones. El auge de la música livonia se remonta a las décadas de 1920 y 1930. Las personas más importantes en este campo fueron Margarete Stalte, quien fundó el primer coro de Livonia, e Hilda Cerbaha-Griva, quien fundó y dirigió varios coros de canto y conjuntos de música folclórica. Los coros de Cerbaha-Griva incluían, entre otros, Līvlist ("Livonios") con sede en Riga y Kāndla ("Quejarse") con sede en Ventspils. La música livonia declinó durante la Segunda Guerra Mundial y revivió solo a fines de la década de 1980. La música era de gran importancia en ese momento, ya que el interés por la música folclórica de Livonia pronto se extendió también a la música folclórica de Letonia y, por lo tanto, sentó las bases para el despertar nacional de los letones. Hoy en día, Kāndla y Līvlist todavía están activos entre los coros livonios (Līvlist es el más grande de los dos coros, ya que aproximadamente 250 músicos y cantantes han participado en sus actividades, y también ha actuado en Finlandia y Estonia). Además de la música de Livonia, Kāndla también interpreta canciones populares de Estonia. El grupo de folk-rock estonio-livio Tulli Lum lanzó un álbum llamado Tulli Lum en 2000, que contiene 11 canciones en livonio. El cantante de la banda, Julgī Stalte, es uno de los pocos hablantes fluidos del livonio, idioma que aprendió de su abuelo Oskar Stalte.

### Literatura
La edad de oro de la literatura de Livonia fue en las décadas de 1920 y 1930. El evangelio de Mateo se tradujo al livonio oriental y occidental en 1863 y 1880, y Lauri Kettunen y Oskar Loorits publicaron algunos libros de texto en livonio entre 1921 y 1926. La influencia literaria más importante de Livonia fue Kōrli Stalte, cuyas obras incluyeron, entre otras, la traducción del Nuevo Testamento al livonio y la colección de poesía Livõd lõlõd. Otra influencia fue el poeta Petõr Damberg, quien también hizo un libro de texto llamado Jemakiel lugdobrontoz skuol ja kuod pierast (un libro de texto para la escuela y el hogar). Fue el más utilizado de un total de cinco libros de texto de Livonia publicados en la década de 1930, pero las autoridades letonas lo censuraron porque lo consideraron demasiado nacionalista. En 1964, el conocido esperantista Ints Čače y los livonios Petõr Damberg e Hilda Grīva escribieron un diccionario livonio-letón-esperanto que, además de palabras en livonio, contenía alrededor de 300 poemas en livonio de 32 autores, publicado en 1982. Sin embargo, la obra fue criticada por la mala calidad y el lenguaje de los poemas. En 1998, se publicó una gran colección de poemas en livonio, Ma akūb sīnda vizzõ, tūrska, que ganó premios de poesía en Letonia. En 2001, Edgar Vaalgamaa publicó el libro Valkoisen hiekan kansa (la gente de la arena blanca), que es uno de los trabajos más extensos sobre los habitantes de Livonia.

## Idioma
La mayoría de los livonios han sido bilingües durante mucho tiempo. Hablaban lituano y letón, pero muchos también sabían estonio, porque tenían estrechos contactos con los habitantes de Saaremaa. El idioma letón llegó a la costa de Livonia ya en la década de 1860, cuando inmigrantes letones llegaron a la zona después de la rebelión de Livonia. Incluso en las décadas de 1920 y 1930 había algunos niños monolingües, pero después de la Segunda Guerra Mundial, el idioma livonio ya no se transmitía de generación en generación. Hoy en día, hay aproximadamente diez personas que aprendieron el idioma livonio de sus abuelos. Además, todavía hay unos diez lingüistas que han estudiado el idioma y cinco que lo han estudiado de forma independiente. Incluso más han participado en campamentos de verano o cursos universitarios de Livonia, y entienden el idioma pero no pueden usarlo en una conversación. Una docena de niños, la mayoría de los cuales son de etnia livonia, reciben instrucción en livónico en las escuelas. Se estima que entre 50 y 60 personas pueden leer el texto en livónico. En la actualidad, el idioma livonio se está reactivando, con unas 210 personas que tienen algún conocimiento del idioma en un nivel A1 o A2.
En el dialecto letón que se habla en Livonia, ha sobrevivido una gran cantidad de préstamos de Livonia, y se pueden encontrar otros rastros de livonio en muchos nombres geográficos de la región.